# Martin Noth
Martin Noth (né le 3 août 1902 à Dresde et mort le 30 mai 1968 à Shivta dans le désert du Néguev) est un historien et exégète protestant allemand, spécialiste de l'Israël pré-monarchique.

## Biographie
Martin Noth est le fils du principal de lycée Lic. Gerhard Noth et de Célestine Hochmuth. L'un de ses frères, Gottfried Noth, devient par la suite évêque.
De 1909 à 1913, Noth fréquente la Volksschule de Dresde, puis de 1913 à 1921 le lycée de la Sainte-Croix. De 1921 à 1925 il étudie la théologie et l’orientalisme scientifique à Erlangen, Rostock et Leipzig. Ses professeurs les plus influents sont Rudolf Kittel et surtout Albrecht Alt.
En 1925, il obtient son premier diplôme en théologie, et en 1927 soutient sa thèse de doctorat, qui est la base d'un travail récompensé au concours institué par Kittel en 1922, sur la signification des patronymes d'Israël. Johannes Hempel (de) assure la relecture de son article, ainsi que celle de sa thèse d’habilitation, soutenue à peine cinq mois plus tard. La thématique choisie reprend une de ses premières monographies parue en 1927.
Quelque temps privat-docent à l’université de Greifswald, Noth passe une nouvelle habilitation en 1928 à Leipzig. En décembre 1929, il obtient enfin la succession du Pr Max Löhr à l’université de Königsberg, et en 1938 il est admis comme membre titulaire de la classe des sciences religieuses de l'Académie de Kœnigsberg.
Il est appelé sous les drapeaux de 1939 à 1941 puis de 1943 à 1945. Sa bibliothèque et ses écrits disparaissent pendant la guerre. Après la capitulation de 1945, il trouve refuge auprès de sa famille à Halle, jusqu'à ce qu'on l'appelle à prendre la succession d’Anton Jirku (nommé professeur émérite) à l’université de Bonn. Il reçoit ensuite des propositions de l’université de Göttingen, de Tübingen, de Hambourg et de Bâle, qu'il refuse.
Le 1er octobre 1964, on confie à Martin Noth la direction de l’Institut protestant allemand de l'Antiquité en Terre Sainte, qui venait de rouvrir à Jérusalem. Exactement trois ans plus tard, il est promu professeur émérite. Le 30 mai 1968, alors qu'il effectue une excursion dans le désert du Néguev, il succombe à une thrombose des coronaires ; on l’enterre à Bethléem.

## Postérité scientifique
Noth est l'auteur de plusieurs hypothèses, dont trois au moins ont bouleversé les idées reçues sur l'Histoire sainte.

### Une amphictyonie en Israël
Sa théorie la plus connue est celle de la chefferie originelle d'Israël, qu'il apparente au modèle de l’amphictyonie des Hellènes. Il se fonde pour cela sur l'existence d'une ligue de tribus qui se seraient fédérées autour de la vénération d'un même sanctuaire.

### La tradition duPentateuque
Se penchant sur l'histoire du Pentateuque, Noth émet l'hypothèse que ce livre résultait de l'agrégation progressive de plusieurs textes indépendants, classés thématiquement, et non de la réécriture de différentes strates d'un Pentateuque originel (hypothèse de la trame narrative, en allemand Erzählfäden).

### La tradition deutéronomique
Enfin Noth est l'auteur de la thèse, toujours très débattue, de la « tradition deutéronomique » (Deuteronomistischen Geschichtswerk), qui affirme qu'un auteur isolé, le Deutéronomiste (souvent abrégé par le Dtr), aurait composé une « histoire d'Israël » à partir de documents dont il disposait et de fragments du Livre de Josué, du livre des Juges, des livres des rois et de Juda.

## Œuvres
- Die israelitischen Personennamen im Rahmen der gemeinsemitischen Namengebung, Stuttgart, Kohlhammer, coll. « Beiträge zur Wissenschaft vom Alten und Neuen Testament », 1928 (réimpr. 2010).
- Das System der 12 Stämme Israels (BWANT IV,1), Stuttgart, Kohlhammer, 1930
- Le Livre de Josué [« Das Buch Josua »], Tübingen, J. C. B. Mohr (Paul Siebeck), coll. « Handbuch zum Alten Testament. 1re série, vol. 7 », 1938 (réimpr. 2e éd. augm., 1953 ; 3e éd., 1971).
- Die Welt des Alten Testaments : Einführung in die Grenzgebiete der alttestamentlichen Wissenschaft, vol. 3, Berlin, Töpelmann, coll. « Töpelmann Theologische Hilfsbücher / 2e », 1940 (réimpr. 1962, et éd. critique augm. de Hans Walter Wolff (de) des éd. Herder-Spektrum à Fribourg-en-Brisgau, 1992).
- Überlieferungsgeschichtliche Studien. 1re partie : Die sammelnden und bearbeitenden Geschichtswerke im Alten Testament (Schriften der Königsberger Gelehrten Gesellschaft, Geisteswissenschaftliche Klasse 18,2), Halle: Niemeyer 1943.
- Überlieferungsgeschichte des Pentateuch, Stuttgart, Kohlhammer, 1948.
- Das zweite Buch Mose: Exodus. Übersetzt und erklärt von Martin Noth, (Das Alte Testament Deutsch 5); Göttingen: Vandenhoeck & Ruprecht, 5e éd. 1973;  (ISBN 3-525-51115-9).
- Das vierte Buch Mose: Numeri. Übersetzt und erklärt von Martin Noth, (Das Alte Testament Deutsch 7); Göttingen: Vandenhoeck & Ruprecht, 2e éd. 1973;  (ISBN 3-525-51127-2).
- Geschichte Israels, Göttingen, Vandenhoeck & Ruprecht), 1950 (réimpr. 6e éd. 1966).